# Alioranus pauper
Alioranus pauper är en spindelart som först beskrevs av Simon 1881.  Alioranus pauper ingår i släktet Alioranus och familjen täckvävarspindlar. Inga underarter finns listade i Catalogue of Life.